# Прем'єр-міністр України
Прем'є́р-міні́стр Украї́ни — посада Голови Кабінету Міністрів в Україні. Очолює виконавчу владу в країні.
Згідно зі статтею 107 Конституції України є членом Ради національної безпеки і оборони України.
За час незалежності в Україні змінилося 19 прем'єр-міністрів. Найдовше на посаді перебував Денис Шмигаль, який очолював уряд 5 років, 4 місяці і 13 днів. Найменше — Олексій Гончарук (6 місяців і 4 дні).

## Призначення
Прем'єр-міністр України призначається на посаду Верховною Радою України за поданням Президента України. Подання про призначення Верховною Радою України на посаду Прем'єр-міністра України Президент України вносить за пропозицією коаліції депутатських фракцій у Верховній Раді України, до складу якої входить більшість народних депутатів України від конституційного складу Верховної Ради України, у строк не пізніше ніж на п'ятнадцятий день після надходження такої пропозиції.
Голосування у Верховній Раді України щодо призначення Прем'єр-міністра України проводиться у поіменному режимі. У разі відхилення Верховною Радою України кандидатури на посаду Прем'єр-міністра України Президент України вносить на розгляд Верховної Ради України нове подання про призначення на посаду.

## Повноваження
Прем'єр-міністр України керує роботою Кабінету Міністрів України, спрямовує діяльність Кабінету Міністрів України на забезпечення здійснення внутрішньої і зовнішньої політики держави. Він вносить на розгляд Верховної Ради України подання про призначення членів Кабінету Міністрів України (крім міністра закордонних справ та міністра оборони).

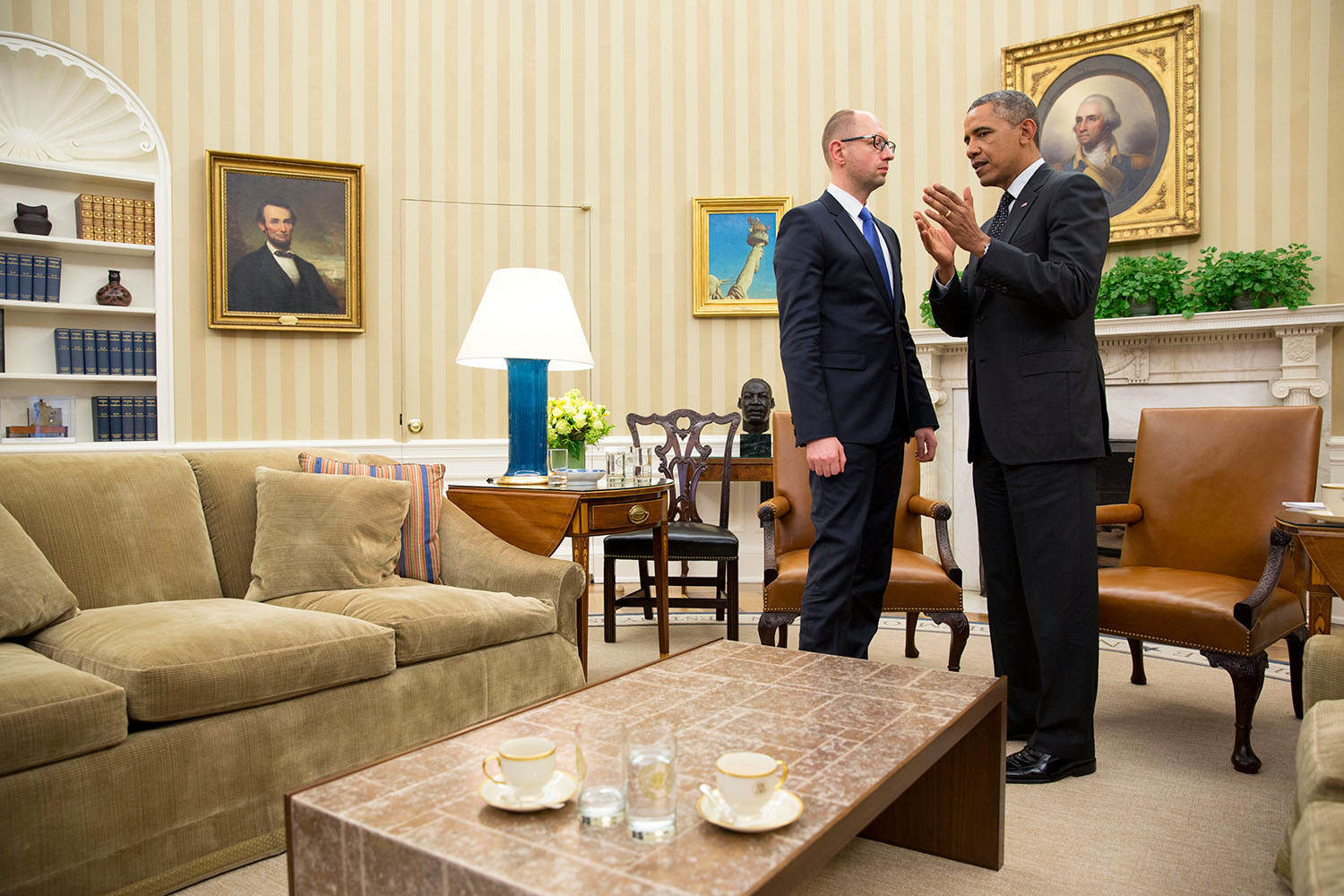
Арсеній Яценюк та Президент США Барак Обама

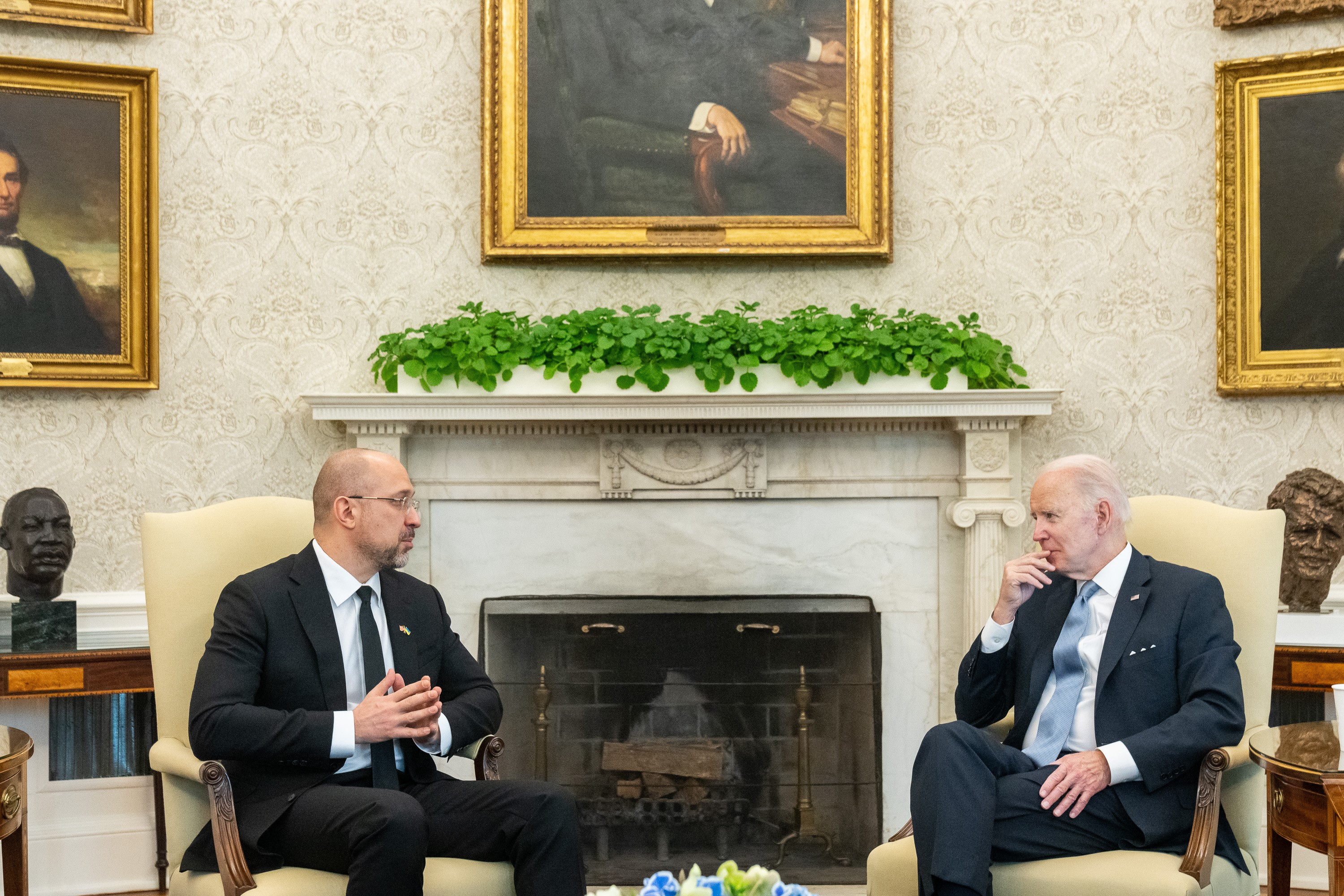
Денис Шмигаль та Президент США Джо Байден

Прем'єр-міністр вступає у відносини з урядами іноземних держав, веде переговори і підписує міжнародні договори відповідно до закону та актів Президента України. Для здійснення Прем'єр-міністром України своїх повноважень у складі Секретаріату Кабінету Міністрів України утворюється патронатна служба — апарат Прем'єр-міністра України, керівник якого призначається на посаду та звільняється з посади Кабінетом Міністрів України.

### Віце-прем'єр-міністр

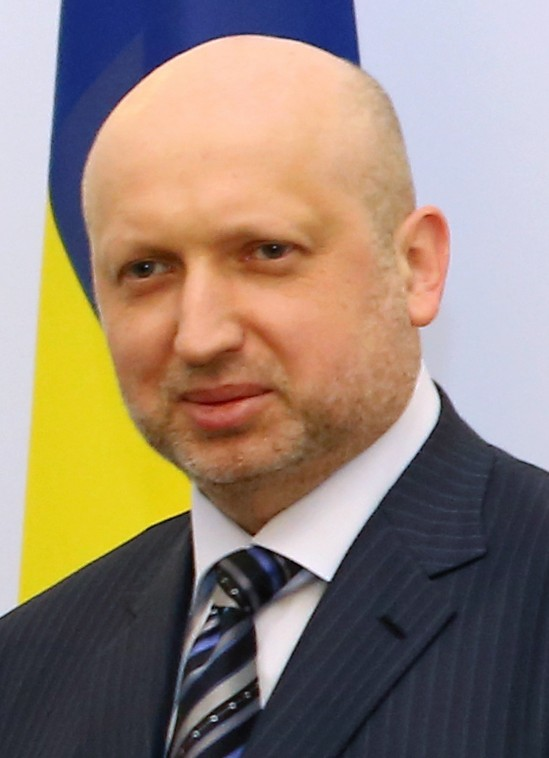
Олександр Турчинов, 18-й Перший віце-прем'єр-міністр України

У разі відсутності Прем'єр-міністра його повноваження виконує Перший віце-прем'єр-міністр України або віце-прем'єр-міністр України. Юхим Звягільський та Микола Азаров довше за всіх виконували обов'язки Прем'єр-міністра. Також роль міністра виконували Валентин Симоненко, Василь Дурдинець, Олександр Турчинов та ін.
Відповідно до статті 114 конституції України, до складу Кабінету Міністрів входять Перший віце-прем'єр-міністр, три Віце-прем'єр-міністри. Віце-прем'єри відповідальні за гуманітарну політику, регіональну політику та ЖКГ, а також за інфраструктуру, екологію, природні ресурси, будівництво і зв'язок.

### Відставка
Прем'єр-міністр має право заявити Верховній Раді про свою відставку. Верховна Рада розглядає питання про відставку не пізніше ніж на десятий день після надходження заяви про відставку, якщо вона надійшла під час чергової сесії Верховної Ради, і не пізніше першого пленарного тижня наступної чергової сесії, якщо така заява надійшла у міжсесійний період. Прем'єр-міністр звільняється з посади з дня прийняття рішення про його відставку на пленарному засіданні Верховної Ради. Прийняття Верховною Радою рішення про відставку має наслідком відставку всього складу Кабінету Міністрів України.
Припинення повноважень Прем'єр-міністра України у разі його смерті має наслідком відставку всього складу Кабінету Міністрів. У разі смерті Прем'єр-міністра України повноваження Прем'єр-міністра України на період до початку роботи новосформованого Кабінету Міністрів виконує Перший віце-прем'єр-міністр або віце-прем'єр-міністр згідно з визначеним Кабінетом Міністрів розподілом повноважень.
Також відставка Кабінету Міністрів можлива внаслідок прийняття Радою резолюції недовіри.

## Список
За час незалежності в Україні змінилося 19 прем'єр-міністрів (20, якщо рахувати в. о.). Станом на 26 липня 2025 чинною прем'єр-міністеркою України є Юлія Свириденко, друга жінка на цій посаді, першою була Юлія Тимошенко.

## Затвердження
При затвердженні Верховною Радою підтримані як кандидати на посаду прем'єр-міністра такою кількістю голосів:
1. Вітольд Фокін (14 листопада 1990) — 332
2. Леонід Кучма (13 жовтня 1992) — 316
3. Віталій Масол (16 червня 1994) — 199
4. Євген Марчук (8 червня 1995)
5. Павло Лазаренко (28 травня 1996)
6. Валерій Пустовойтенко (16 липня 1997) — 226
7. Віктор Ющенко (22 грудня 1999) — 296
8. Анатолій Кінах (29 травня 2001) — 239
9. Віктор Янукович (21 листопада 2002) — 234
10. Юлія Тимошенко (4 лютого 2005) — 373
11. Юрій Єхануров (22 вересня 2005) — 289[3]
12. Віктор Янукович (4 серпня 2006) — 271
13. Юлія Тимошенко (18 грудня 2007) — 226
14. Микола Азаров (11 березня 2010) — 242
15. Микола Азаров (13 грудня 2012) — 252
16. Арсеній Яценюк (27 лютого 2014) — 371
17. Арсеній Яценюк (27 листопада 2014) — 341
18. Володимир Гройсман (14 квітня 2016) — 257
19. Олексій Гончарук (29 серпня 2019) — 290
20. Денис Шмигаль (4 березня 2020) — 291[4]
21. Юлія Свириденко (17 липня 2025) — 262